# ウェストコースト・ロック
ウェストコースト・ロック (West Coast rock) は、ロックのサブカテゴリのひとつであり、ウェストコースト・サウンド (West Coast sound) と呼ばれることもある。アメリカ合衆国西海岸を拠点とするアーティストによるロックを指すが、「ウェストコースト・ジャズ」や、ウエスト・コースト・ヒップホップが本国でも使用されるのに対し、主に日本で使用される。

## 概要
「ウェストコースト・ロック」という日本での音楽用語は、1960年代後半については、サマー・オブ・ラブの時代にドラッグ、ヒッピー文化の担い手として活躍した一群、ジェファーソン・エアプレインやグレイトフル・デッドなどを意味している。また1970年代以降の場合は、西海岸のイーグルス、リンダ・ロンシュタット、ドゥービー・ブラザーズなどのロックを指している。
また、ソロでは、ジャクソン・ブラウンやジョン・デヴィッド・サウザーといったシンガーソングライターたちもウェスト・コースト・ロックの一員だった。

## 歴史

### 1960年代
1960年代後半のベイエリアやロサンゼルスは、反体制的なカウンターカルチャーの発信基地であり、ヒッピー的思想、マリファナやLSDなどのドラッグ・カルチャーにより、全米に若者文化の中心地として広く知られるようになった。
当時のアメリカ西海岸におけるロック・シーンは、前述のジェファーソン・エアプレイン、グレイトフル・デッド、ママス&パパス、ドアーズなどが活躍し、それまでのポップミュージックを中心とした時代から脱却しつつあった。また後に登場するクロスビー、スティルス、ナッシュ&ヤング（CSN&Y）のメンバーを擁したバッファロー・スプリングフィールドなどもいた。この時代を象徴する歴史的音楽イベントのひとつ、モントレー・ポップ・フェスティバルは1967年6月に開催されたが、その開催地も西海岸カリフォルニア州のモントレーであり、西海岸で活動する多くのミュージシャンが出演した。
1960年代末には、バッファロー・スプリングフィールドやホリーズの元メンバーが立ち上げたCS&N（CSN&Y）や、ポコが登場。カリフォルニア北部で結成され西海岸を本拠地としながら、アメリカ南部の泥臭い音楽を採り入れたジョン・フォガティ率いるクリーデンス・クリアウォーター・リバイバルは、代表曲「プラウド・メアリー」、「ダウン・オン・ザ・コーナー」、「雨を見たかい」、「サムデイ・ネバー・カムズ」などのヒットを飛ばした。
1969年、ラテン音楽をベースとしたラテン・ロックのサンタナがデビュー、CSN&Yらとともにウッドストック・フェスティバルに登場した。

### 1970年代
1971年、デヴィッド・ゲフィンによりアサイラム・レコードが設立された。このレコード会社には、ジャクソン・ブラウン、イーグルス、J.D.サウザー、ジョニ・ミッチェル（カナダ出身）、リンダ・ロンシュタット、トム・ウェイツ、ウォーレン・ジヴォン（シカゴ出身）、リッチー・フューレイ、クリス・ヒルマンら多くのミュージシャンや作曲家が揃い、西海岸の音楽シーンをリードした。1974年にはリンダ・ロンシュタットの『悪いあなた』が全米1位となった。
ロサンゼルスのやや北、バーバンクに本拠を置くレーベル、ワーナー/リプリーズのサウンドは日本では「バーバンク・サウンド」と称され、レニー・ワロンカー、テッド・テンプルマン、ヴァン・ダイク・パークスといったプロデューサー達が制作し、ドゥービー・ブラザーズ、ライ・クーダー、ハーパーズ・ビザール、アーロ・ガスリー、ボー・ブランメルズ、ゴードン・ライトフット（カナダ）、リトル・フィートなどの作品を世に送り出した。
また、1976年にはイーグルスが『ホテル・カリフォルニア』 (Hotel California) で、1979年にはドゥービー・ブラザーズが「ある愚か者の場合」 (What a Fool Believes) でグラミー賞を受賞した。
1970年代後半には、アメリカ西海岸は産業ロックの供給地になってしまった。サンフランシスコ出身のジャーニー（創設メンバーのうち2人がサンタナ出身）、ロサンゼルス出身のTOTO、パサデナ出身のヴァン・ヘイレンが、商業主義的な成功を収めた。

### 1980年代/90年代以降
1980年代に入ると、ウェストコーストのロックシーンは、LAパンクやスケーター・ロックなどを発信した。LAパンクの代表的なバンドはデッド・ケネディーズやブラック・フラッグであり、スケーター・ロックにはスーサイダル・テンデンシーズがいた。オルタナティヴ・ロックではレッド・ホット・チリ・ペッパーズが活動したが、彼らは80年代にはなかなか芽が出ず、90年代になってからヒットを出すことになった。また、西海岸シアトル出身で、1970年代に「マジック・マン」「バラクーダ」のヒットを出していたハートも、1985年にアルバム『ハート』で全米1位を獲得した。
ヘヴイ・メタルでは、ロサンゼルス出身のモトリー・クルー、メタリカ、ドッケン、グレイト・ホワイトなどによる「LAメタル」の動きがあった。90年代にはレッド・ホット・チリ・ペッパーズが「アンダー・ザ・ブリッジ」の大ヒットを放った。90年代初頭は、西海岸シアトルを中心としたグランジ・ムーブメントが話題になった。ニルヴァーナ、サウンド・ガーデン、パール・ジャム、ダイナソー・ジュニアらが、グランジの代表格である。

## アーティストの出身地
西海岸の音楽業界に関わっているミュージシャンが、すべて西海岸出身のアーティストであるわけではない。全米各地から西海岸地域に移動して当地でデビューしたり、この地域に活動拠点を据えた後に、成功を手にするなど背景は様々である。
ママス&パパスはそもそもニューヨークで結成されたグループであるし（メンバーのジョン・フィリップス、ミシェル・フィリップスはカリフォルニア出身）、リンダ・ロンシュタットはアリゾナ州ツーソン、J.D.サウザーはデトロイト出身である。70年代のウエストコースト・ロックの象徴ともいえるイーグルスに至っては、1978年から途中加入したティモシー・B・シュミット（サクラメント出身）以外、西海岸出身者はいない。

## 代表的なミュージシャン
- ジェファーソン・エアプレイン[注 7]
- グレイトフル・デッド[4]
- ママス&パパス[注 8]
- ドアーズ[注 9]
- バッファロー・スプリングフィールド
- クロスビー、スティルス、ナッシュ&ヤング[注 10]
- スティーヴ・ミラー・バンド[注 11]
- クイックシルヴァー・メッセンジャー・サーヴィス
- モビー・グレープ
- ラヴ
- イッツ・ア・ビューティフル・デイ
- サンタナ
- スライ&ザ・ファミリー・ストーン
- ブルー・チアー
- ボウ・ブラメルズ
- タワー・オブ・パワー
- ジェファーソン・スターシップ
- ジャクソン・ブラウン
- イーグルス
- ドゥービー・ブラザーズ
- リンダ・ロンシュタット
- デッド・ケネディーズ
- ブラック・フラッグ
- レッド・ホット・チリ・ペッパーズ
- ニルヴァーナ
- サウンド・ガーデン
- パール・ジャム
- ダイナソー・ジュニア